# Капан
Капа́н (арм. Կապան, до 3 апреля 1991 года — Кафан) — город на юге Армении, административный центр области Сюник. В 987—1170 годах столица армянского Сюникского царства.

## География
Окрестности Капана покрыты пышными лесами, он расположен на востоке марза Сюник в живописной долине реки Вохчи на юго-восточных склонах Зангезурского хребта между его отрогами — Баргушатским и Мегринским хребтами. К югу от города — гора Хуступ (3206 м). Находится в 316 км от Еревана.
Климат города влажный субтропический, с высокой влажностью воздуха в летний период, температура зимой в ночное время редко опускается ниже −15, нередко в феврале бывают дни с температурой выше +18.
| Показатель                                           | Янв. | Фев. | Март | Апр. | Май  | Июнь | Июль | Авг. | Сен. | Окт. | Нояб. | Дек. | Год  |
| ---------------------------------------------------- | ---- | ---- | ---- | ---- | ---- | ---- | ---- | ---- | ---- | ---- | ----- | ---- | ---- |
| Средняя температура, °C                              | 1    | 3,1  | 7,1  | 11,6 | 17,1 | 21,7 | 23,5 | 23,7 | 19,4 | 13,4 | 7,4   | 2    | 12,5 |
| Источник: http://www.pogodaiklimat.ru/summary/am.htm |      |      |      |      |      |      |      |      |      |      |       |      |      |

## Этимология
Изначальное название города — Капан, в переводе с древнеармянского означает «узкое труднопроходимое ущелье».

## История
Исторический старый Капан находился в ок. 7 километрах западнее от центра современного Капана, на правом берегу реки Капан (ныне Вохчи), напротив современного села Шгарджик, в местности Тандзулендж между крепостью Галидзор и церковью Ваганаванк, родовой усыпальницей царей и князей Сюни, в области Bałk‘ провинции Сюник исторической Армении. Впервые упоминается с V века как обычное поселение. К X веку Капан постепенно превращается в феодальный город и становится резиденцией армянских князей Дзагикянов — отпрысков рода Сюни. В конце IX—начале X веков город был перестроен князем Дзагиком III и обнесён крепостной стеной. В 987 сюзерен Сюника князь Смбат, провозгласив себя царём и основал Сюникское царство. Сюникское царство находилась в составе Армянского царства Багратидов. Частью оборонительных сооружений Капана также служили крепости Галидзор, Багаберд и Багаку-Кар, прикрывавшие соответственно восточные, западные и северные доступы к городу. Расцвет Капана приходится на XI век, когда его население насчитывает приблизительно 15—20 тысяч человек. В 1103 году Капан был захвачен и разрушен сельджуками. В 1170 году царство было окончательно уничтожено. Авторитетная Британская энциклопедия называет Сюникское царство (которое также называлось Капанским царством) одним из последних остатков армянского национально-государственного устройства. После этого завоевания город теряет свою значимость и превращается в село. Столица Сюникского царства переносится в Багаберд. Ныне сохранились фрагменты крепостной стены и немногочисленные покрытые лесом остатки зданий древнего города. В XIII—начале XV века — часть владений Орбелянов — суверенных князей Сюника. Арабский автор XIII века в своей работе «Чудеса мира» говорит о некой «труднодоступной области в лесах и горах», которая имеет множество крепостей. По предположению Н. Д. Миклухо-Маклая, речь идёт об округе города Капана.
труднодоступная область в лесах и горах, имеет много крепостей. Владели ею неверные, атабек Илдегиз взял [её], а неверных полностью уничтожил
В дальнейшем сформировалось одно из крупнейших армянских меликств того времени под названием Капан. В начале XVIII века в этих местах боролся против турецких и персидских захватчиков легендарный Давид-Бек. Его освободительный поход с горсткой храбрецов начался в 1722 году, вскоре под его знаменем собрались тысячи патриотов, которые освободили Сюник. Капан в 1828 году вошёл в состав Российской империи.
В результате советизации Армении в декабре 1920 года Кафан был включен в состав Республики Горная Армения под командованием Гарегина Нжде, который воевал против большевиков с 26 апреля по 12 июля 1921 года. После того, как Красная Армия вошла в Зангезурский район в июле 1921 года Кафан вместе с городами Горис, Сисиан и Мегри вошел в состав Армянской ССР. 1 октября 1938 года рабочий посёлок Кафан Кафанского района был преобразован в город и до 1991 года назывался Кафаном.
После обретения Арменией независимости в 1991 году Капан стал центром вновь образованной Сюникской области в соответствии с административными реформами республики 1995 года. В 2026 году Капан — Молодёжная столица СНГ.

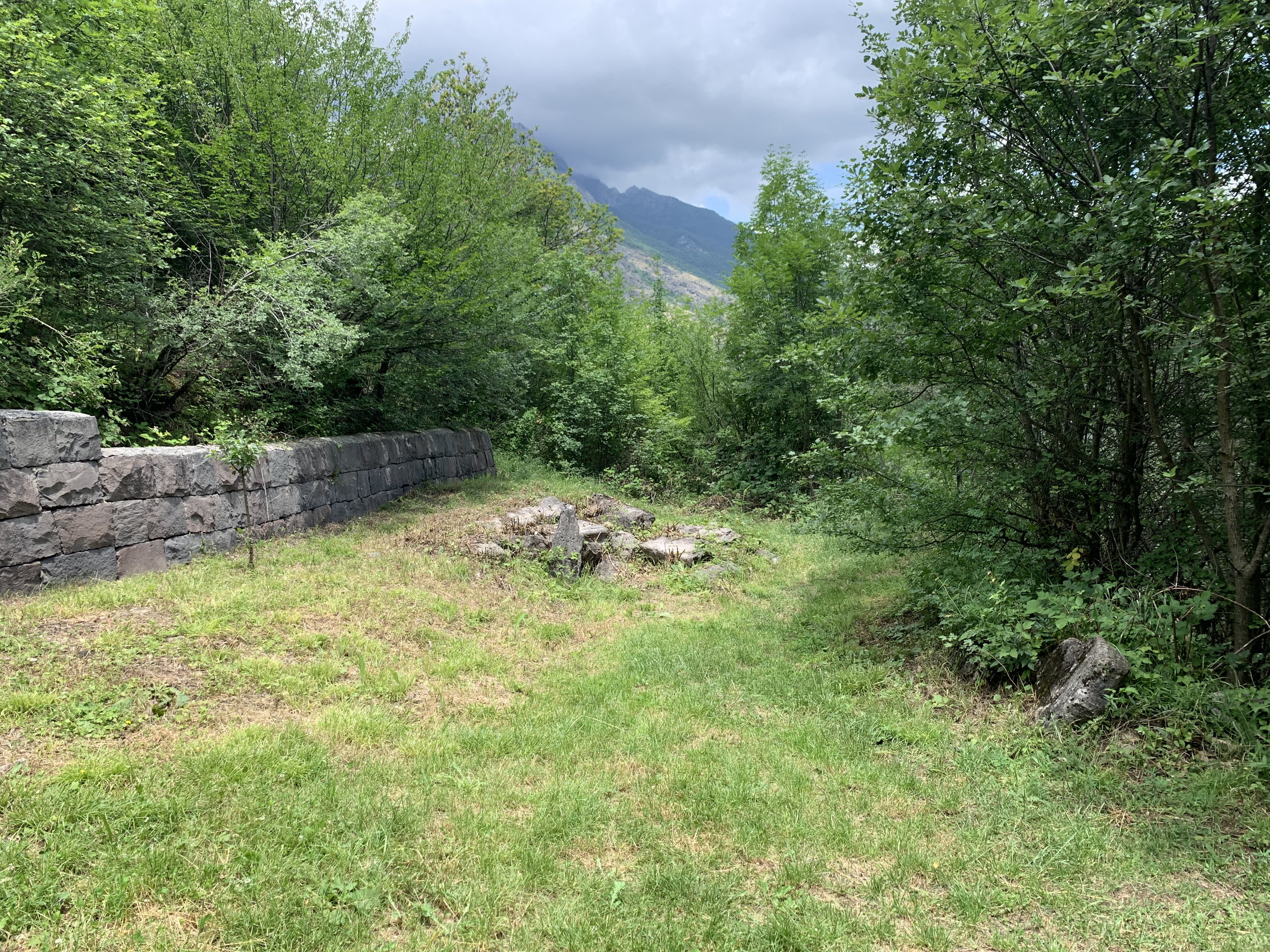
Место, где начинался древний город Капан. Недалеко от Ваганаванка
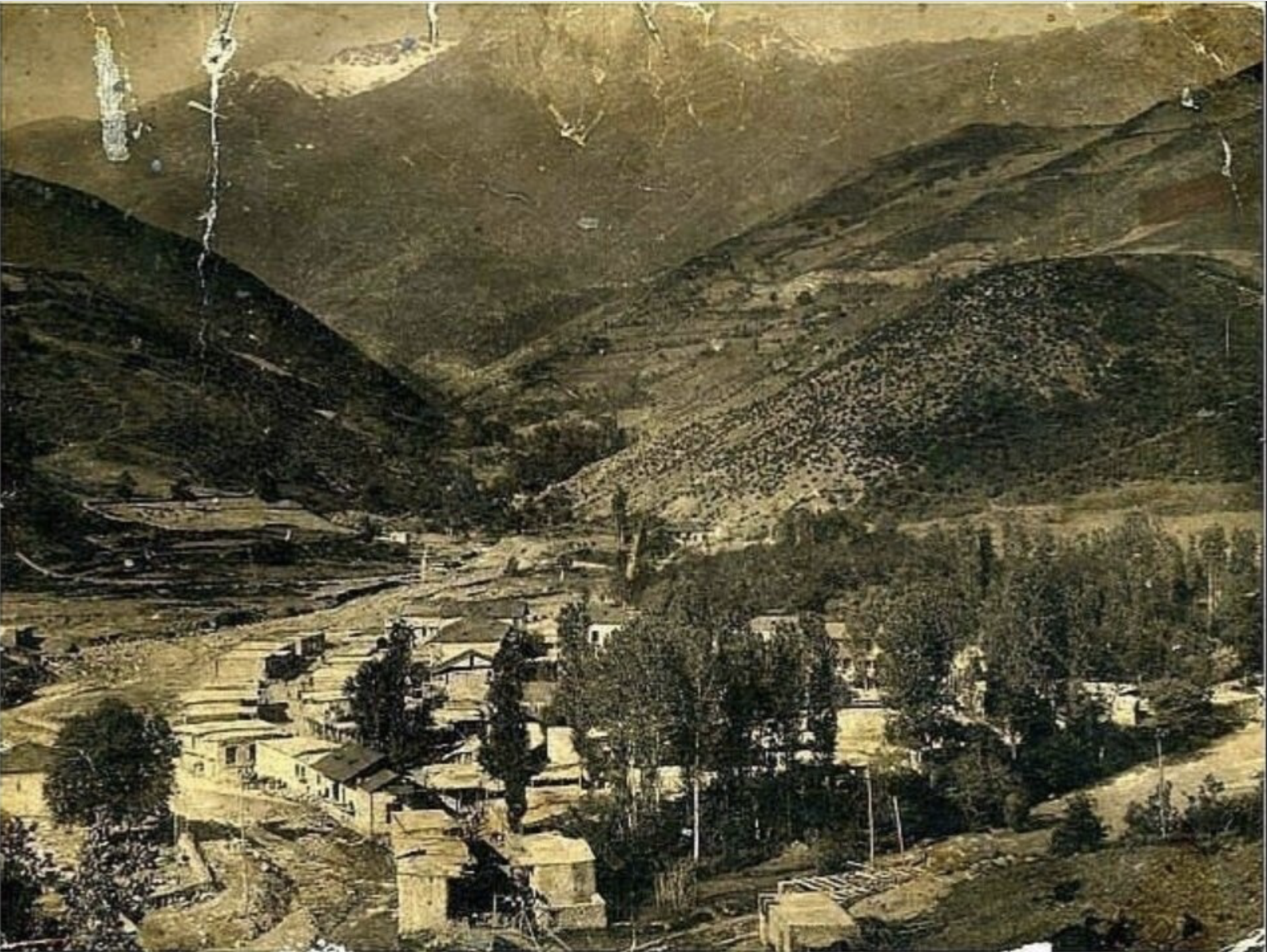
Вид на селение в 1904 году

## Население
Население Капана
| Год       | 1831 | 1897 | 1926 | 1939 | 1959  | 1976  | 2001  | 2011  | 2018  |
| Население | 196  | 2272 | 2658 | 8511 | 19315 | 36351 | 45711 | 43190 | 42464 |

## Экономика
Здесь находится Капанский рудник — один из крупнейших золотых приисков в Армении с запасами золота (5,15 млн унций), серебра (95,6 млн унций), медного и цинкового концентрата.
Начало промышленному освоению здешних месторождений положили в 1890-х гг. армянские предприниматели и французские горные инженеры, основавшие в Капане концессию медных рудников. 
В советские времена Капан был центром горнорудной промышленности, здесь работали Зангезурский медно-молибденовый комбинат и обогатительная фабрика. 
Работают они и сейчас.
Кроме медно-рудного комбината в городе также есть предприятия пищевой промышленности, светотехнический завод, мебельные, трикотажные фабрики и ГЭС.

## Транспорт
Через город проходит трасса, соединяющая Иран и Армению. В конце 2008 года кроме действующего участка трассы Капан—Каджаран — Мегри был построен и альтернативный участок Капан — Шикаох — Мегри․
До начала Первой карабахской войны с Капаном было воздушное сообщение. Небольшой аэропорт принимал самолёты Як-40 и грузовые Ан-12. 
В феврале 2017 года губернатор Сюникской области Ваге Акопян объявил, что аэродром станет современным аэропортом, обслуживающим город Капан и юг Армении, а 6 июня на аэродроме «Сюник» была проведена тестовая посадка с губернатором на борту. Согласно плану, реконструкция аэропорта Капана должна была завершиться в 2018 году с ориентировочной стоимостью 2 миллиона долларов. В 2020 году ожидалось задействование реконструированного городского аэропорта «Сюник». 
В результате Второй карабахской войны (2020) ряд районов Азербайджана, которые с 1992 года находились под контролем НКР, перешли под контроль Азербайджана, в результате чего аэропорт оказался в приграничной зоне Армении и Азербайджана, что усложнило осуществление его деятельности, однако в 2023 году аэропорт открылся и осуществляет регулярное авиасообщение с Ереваном.

## Достопримечательности
В городе действует исторический музей, археолого-этнографический музей, краеведческий музей и театр. Конная статуя Давид-бека (скульптор Саркис Багдасарян, 1978) возвышается в центре города. Памятник другому армянскому герою — Гарегину Нжде — находится в нескольких километрах от центра города, по верхнему течению реки Вачаган. По дороге к нему можно осмотреть современную церковь, построенную из розового туфа. Это целый мемориальный комплекс, расположенный у подножия горы Хуступ (3206 м), царящей над Капаном. Средневековый монастырь Ваганаванк расположен в 6,5 км к западу от центра города.

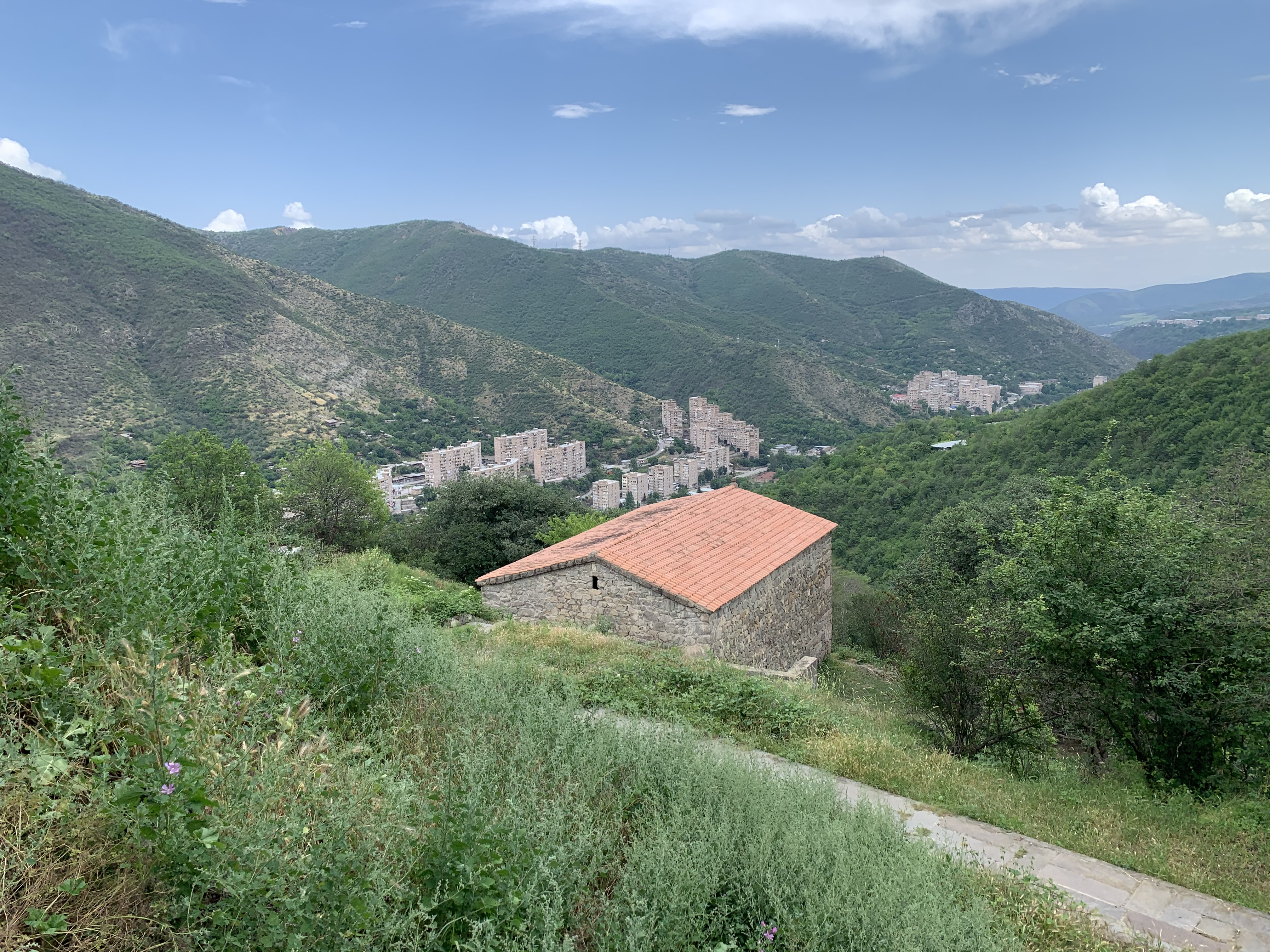
Вид на город от Алидзорской крепости (церковь Святой Богородицы)
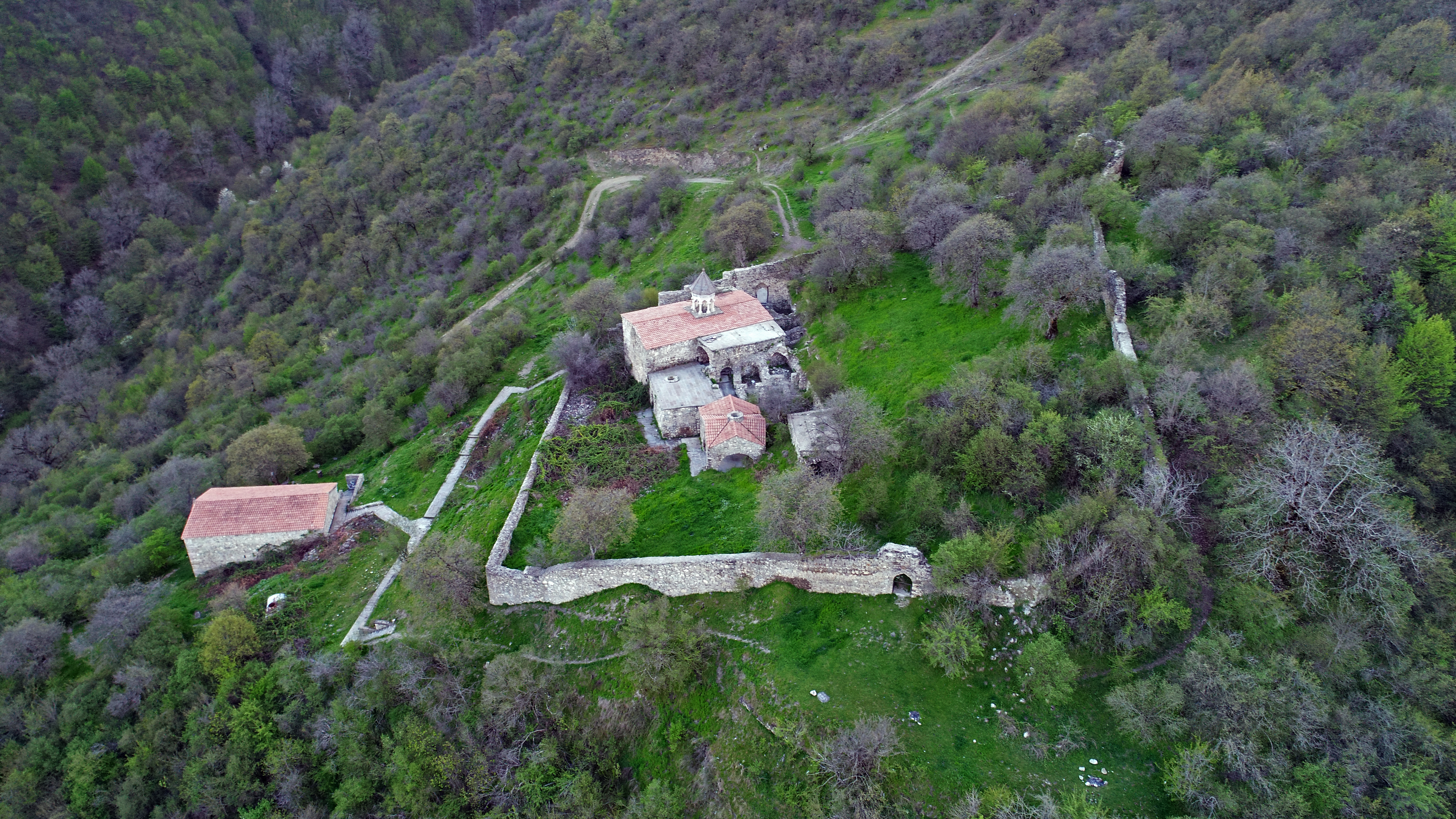
Крепость Алидзор (X век) и церковь Святой Богородицы (XVII век)
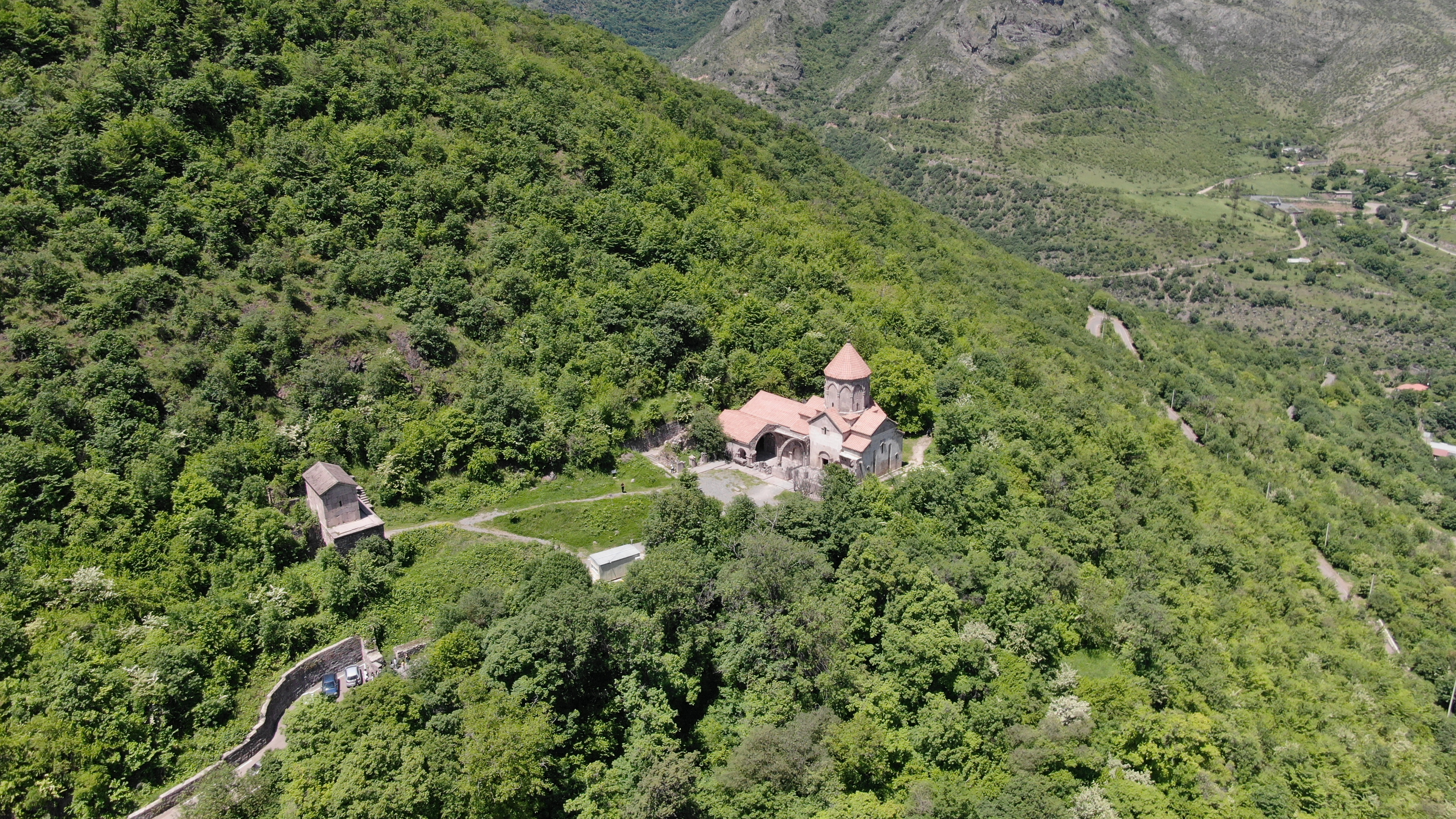
Монастырский комплекс Ваганаванк
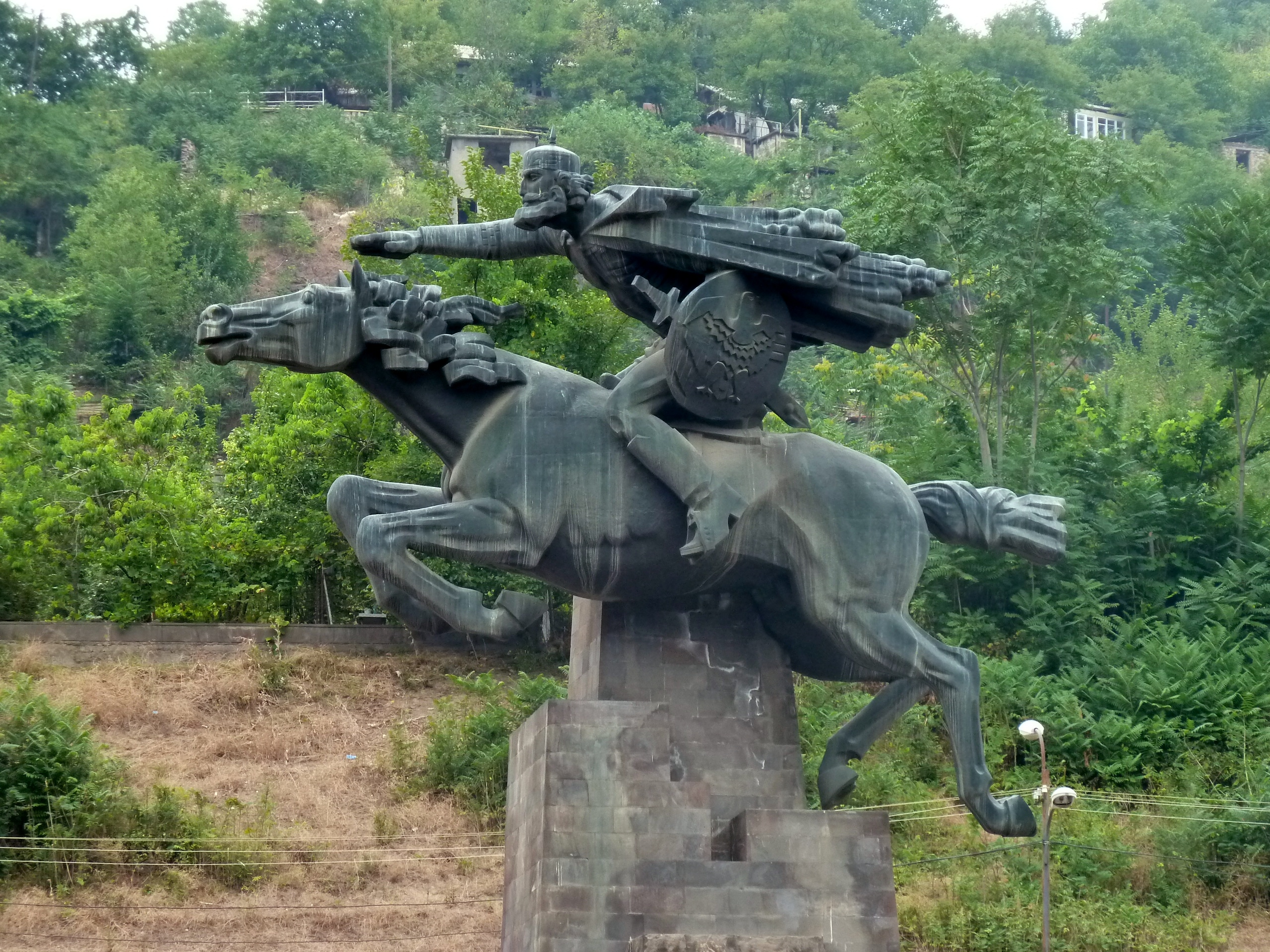
Памятник Давид Беку
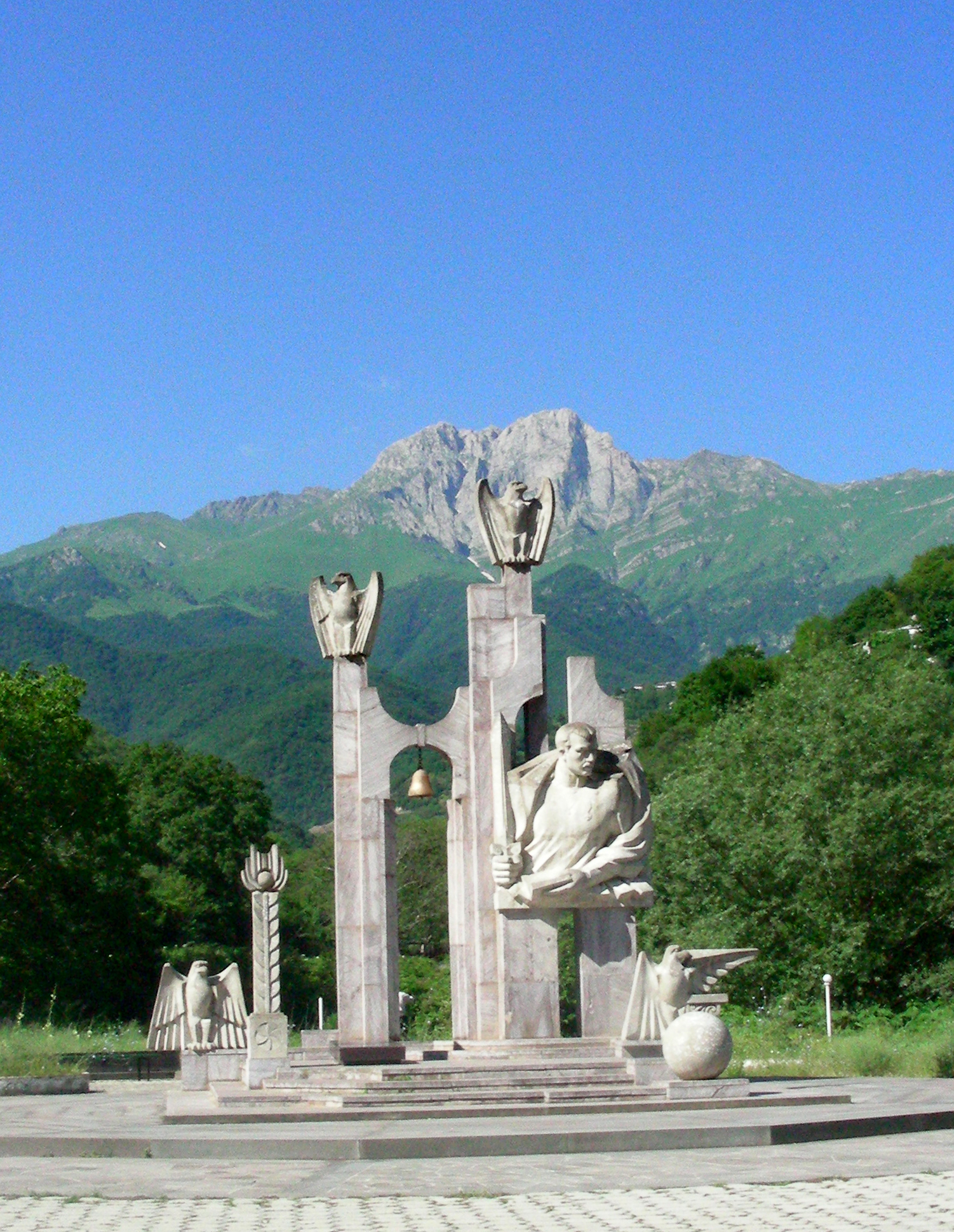
Мемориал Гарегина Нжде в Капане. На заднем плане гора Хуступ
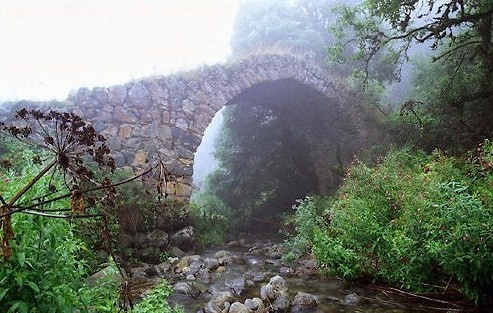
Мост IV-VI веков возле города
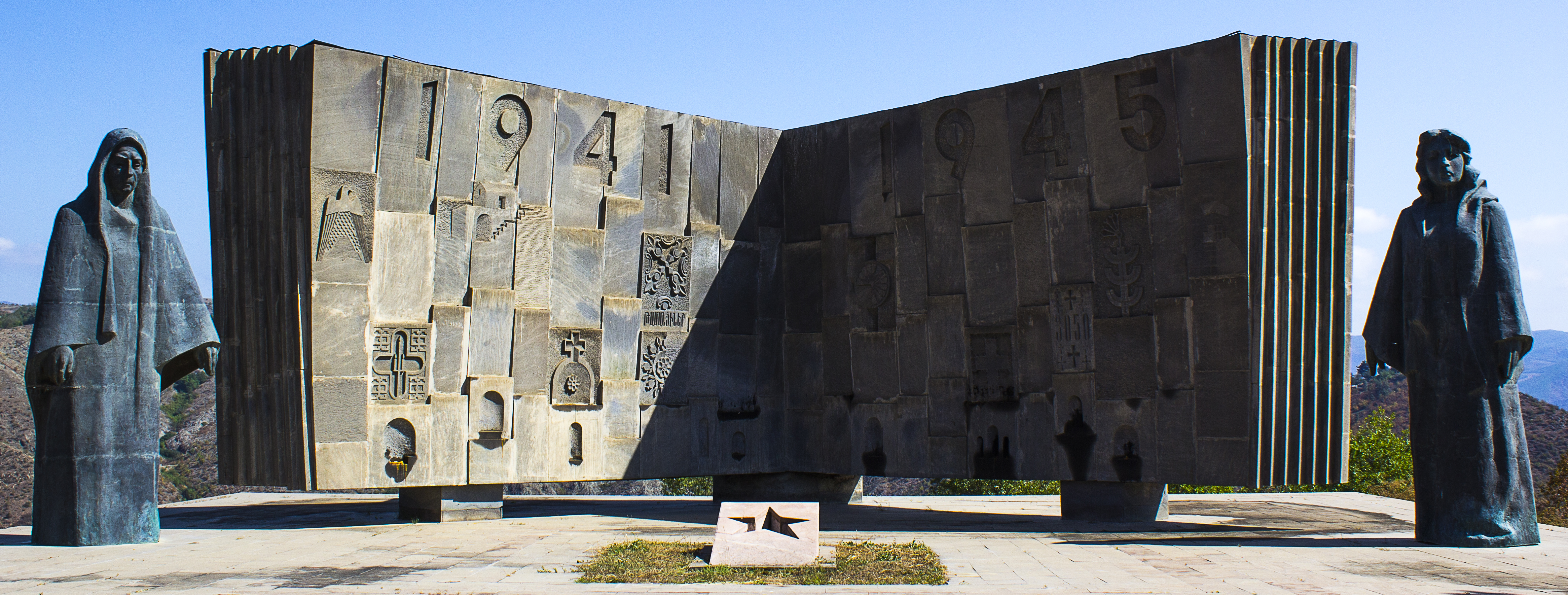
Памятник участникам Великой Отечественной войны
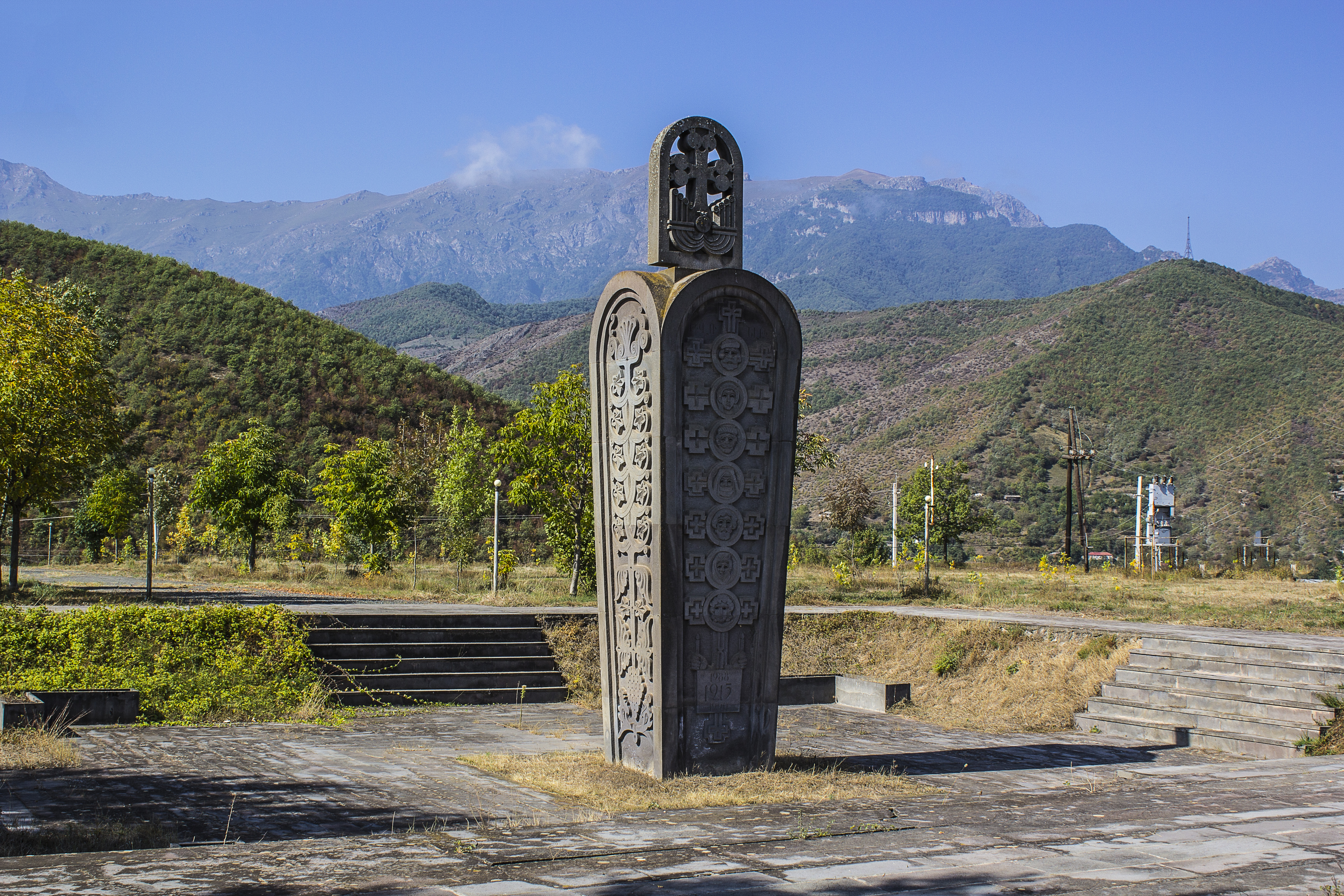
Памятник жертвам геноцида армян
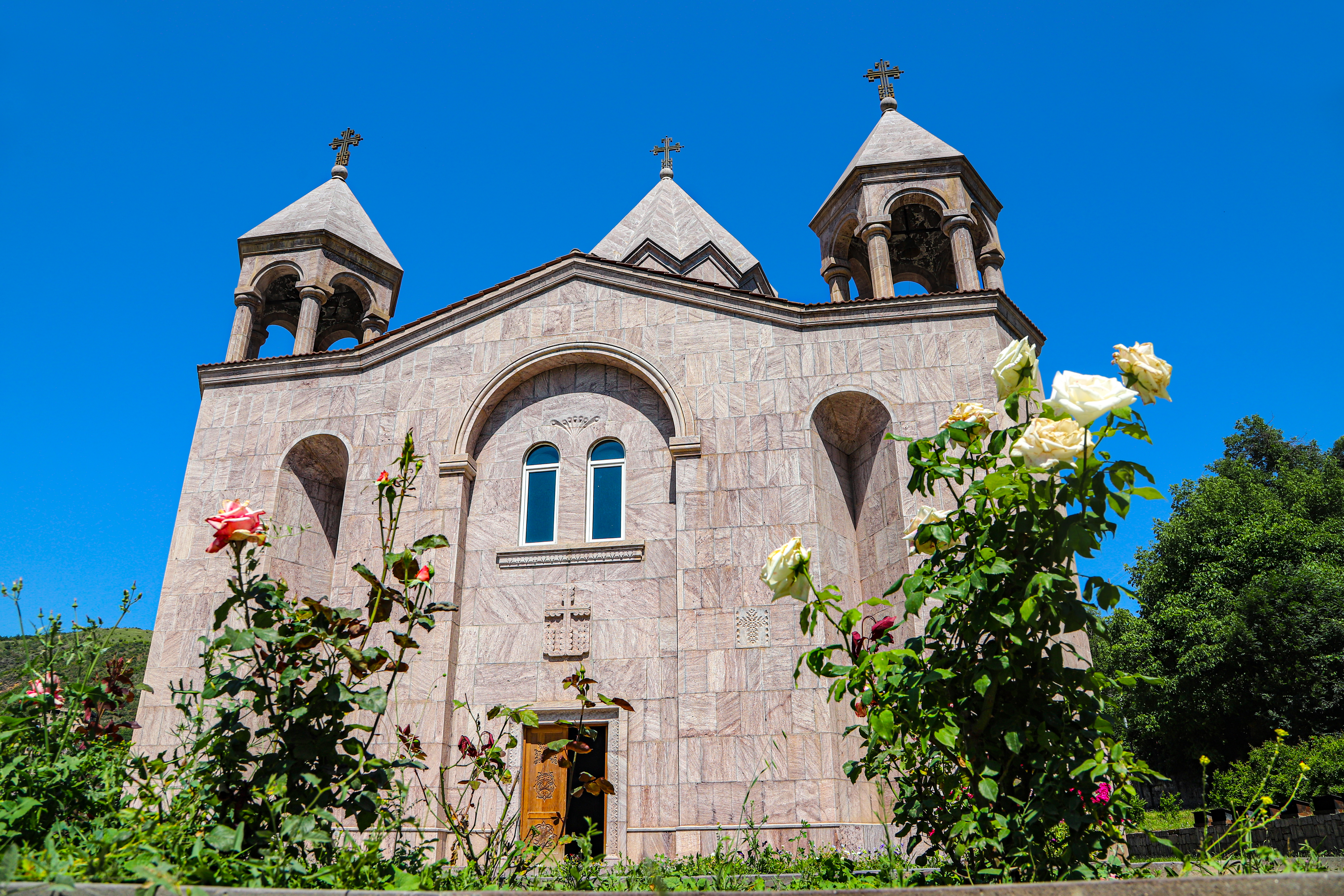
Церковь Святого Месропа Маштоца
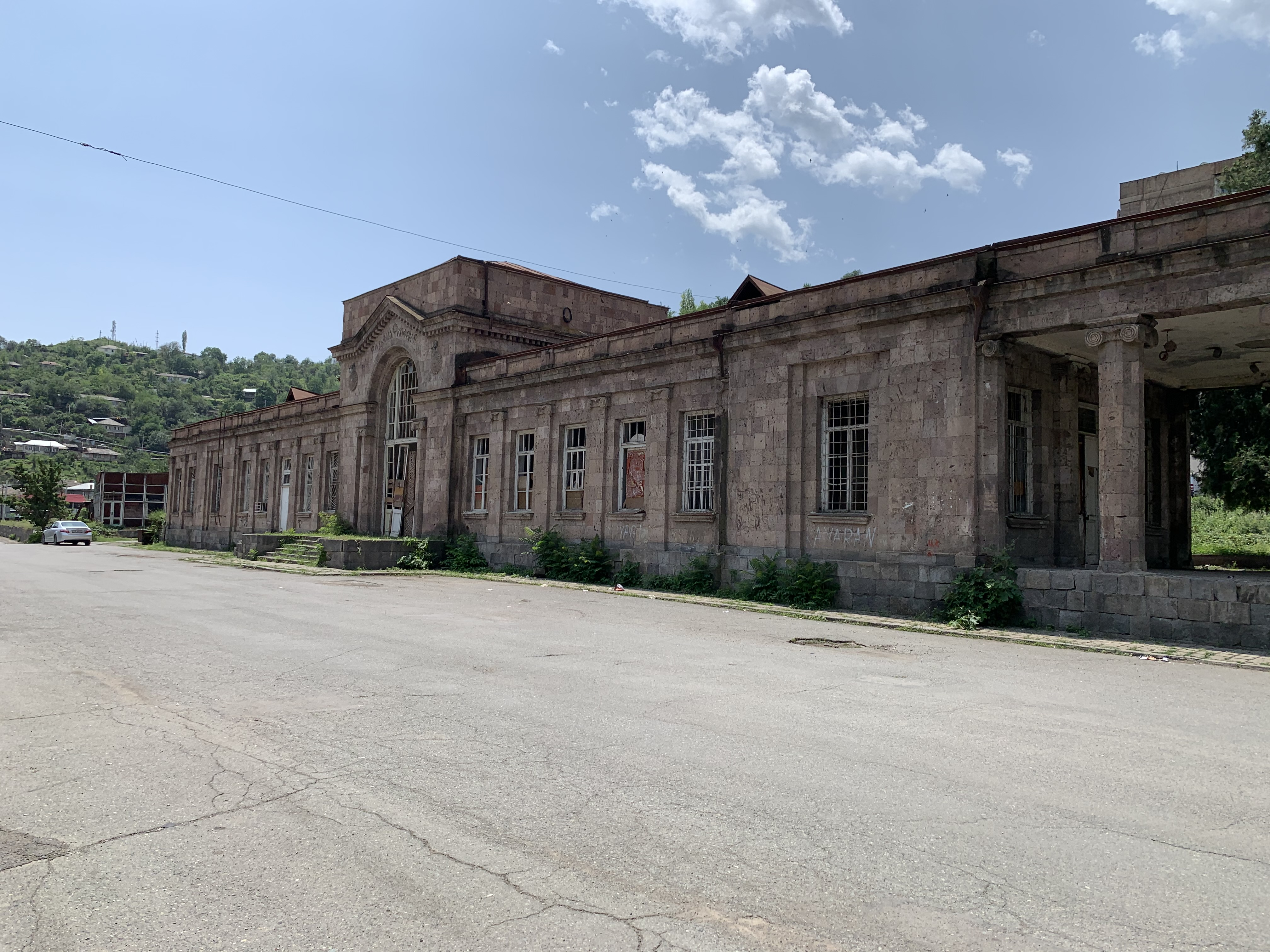
Здание железнодорожной станции
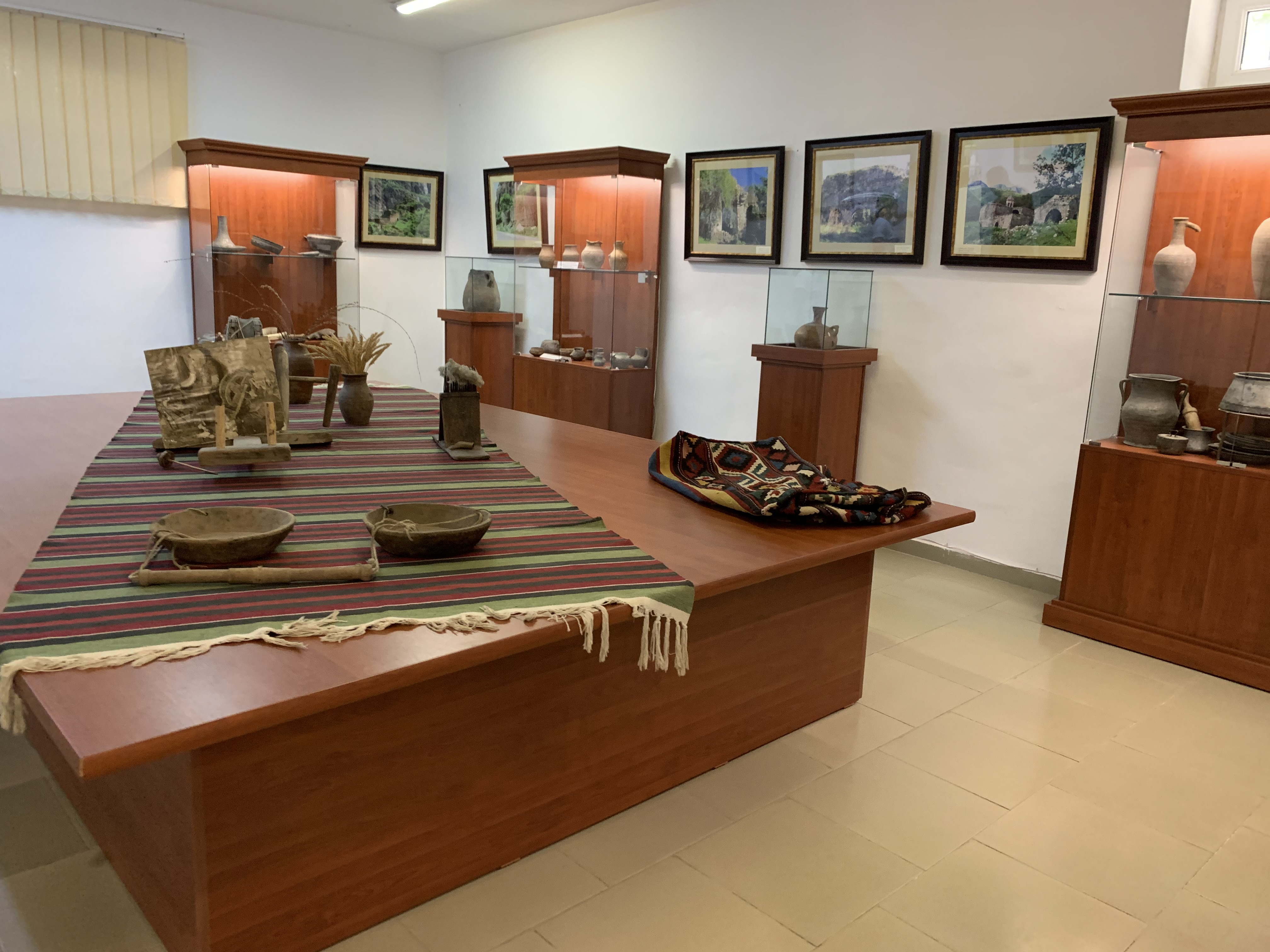
Исторический музей
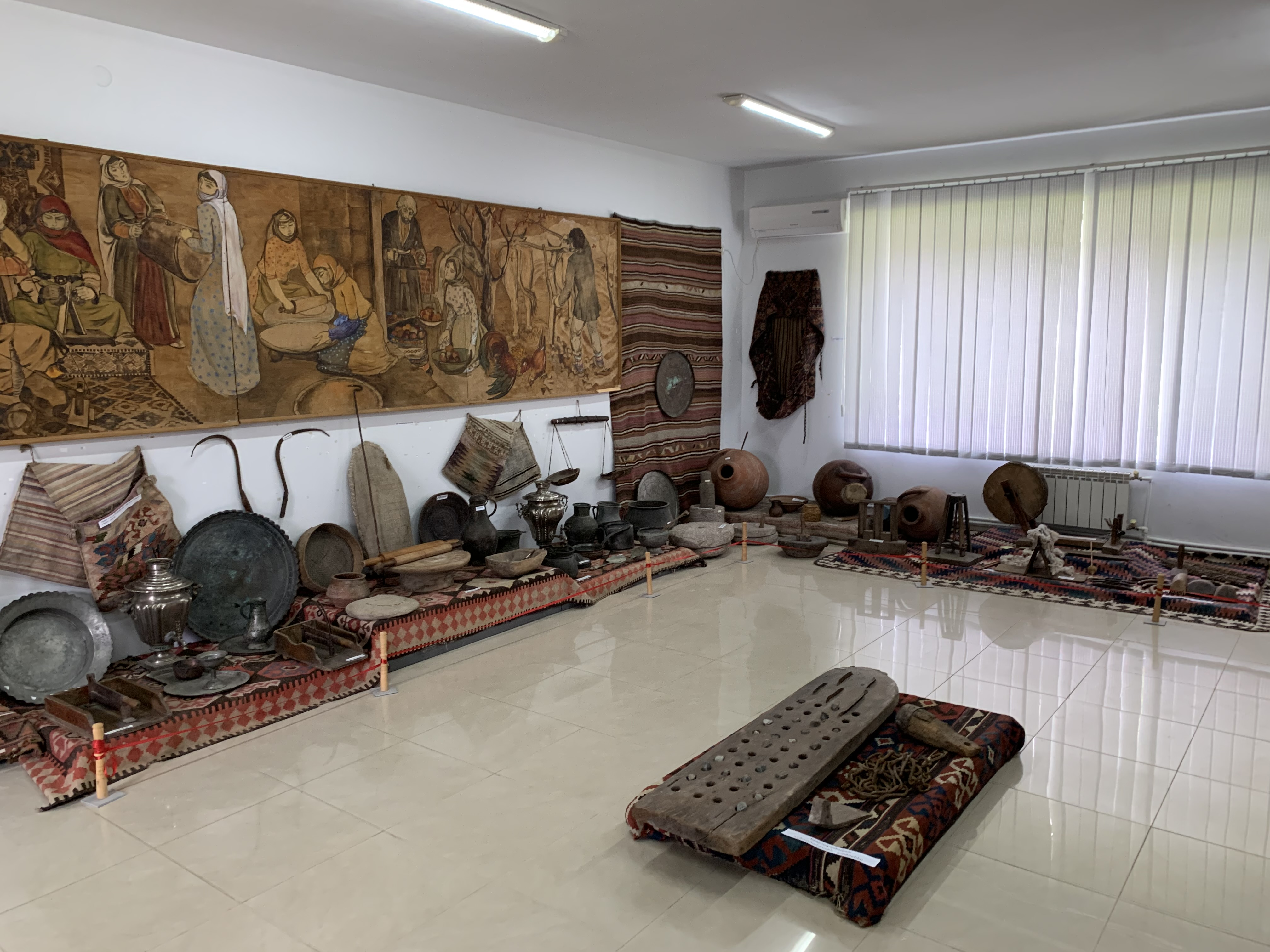
Этнографический музей

## Футбол
В настоящий момент, в чемпионате Армении по футболу город, а также весь юг страны, представляет клуб «Гандзасар», официальным спонсором которого является Зангезурский медно-молибденовый комбинат.

## Города-побратимы
- Борисов, Белоруссия
- Глендейл, США
- Нинбо, Китай[27]
- Сент-Этьен, Франция

## Галерея

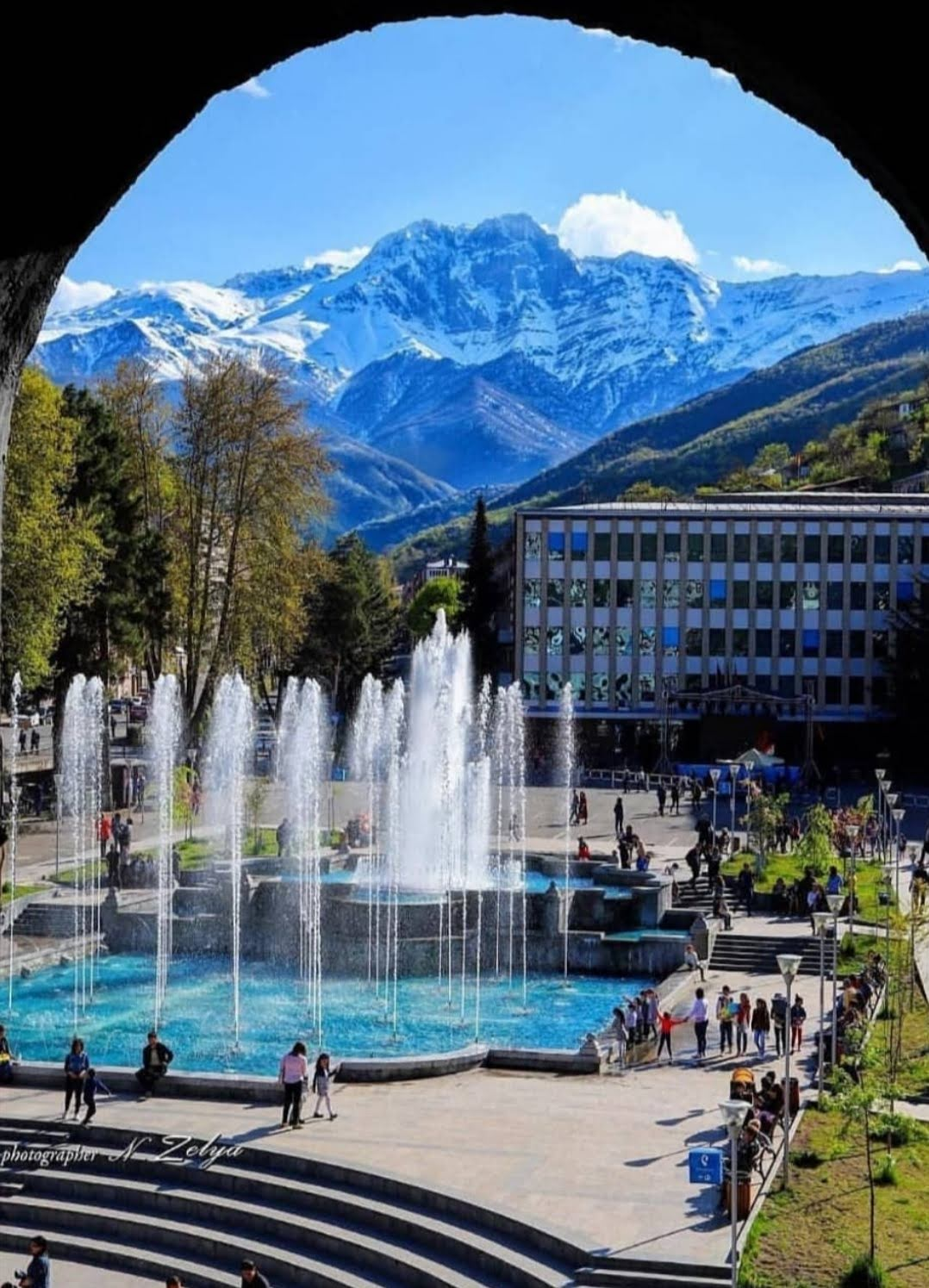
Городские фонтаны
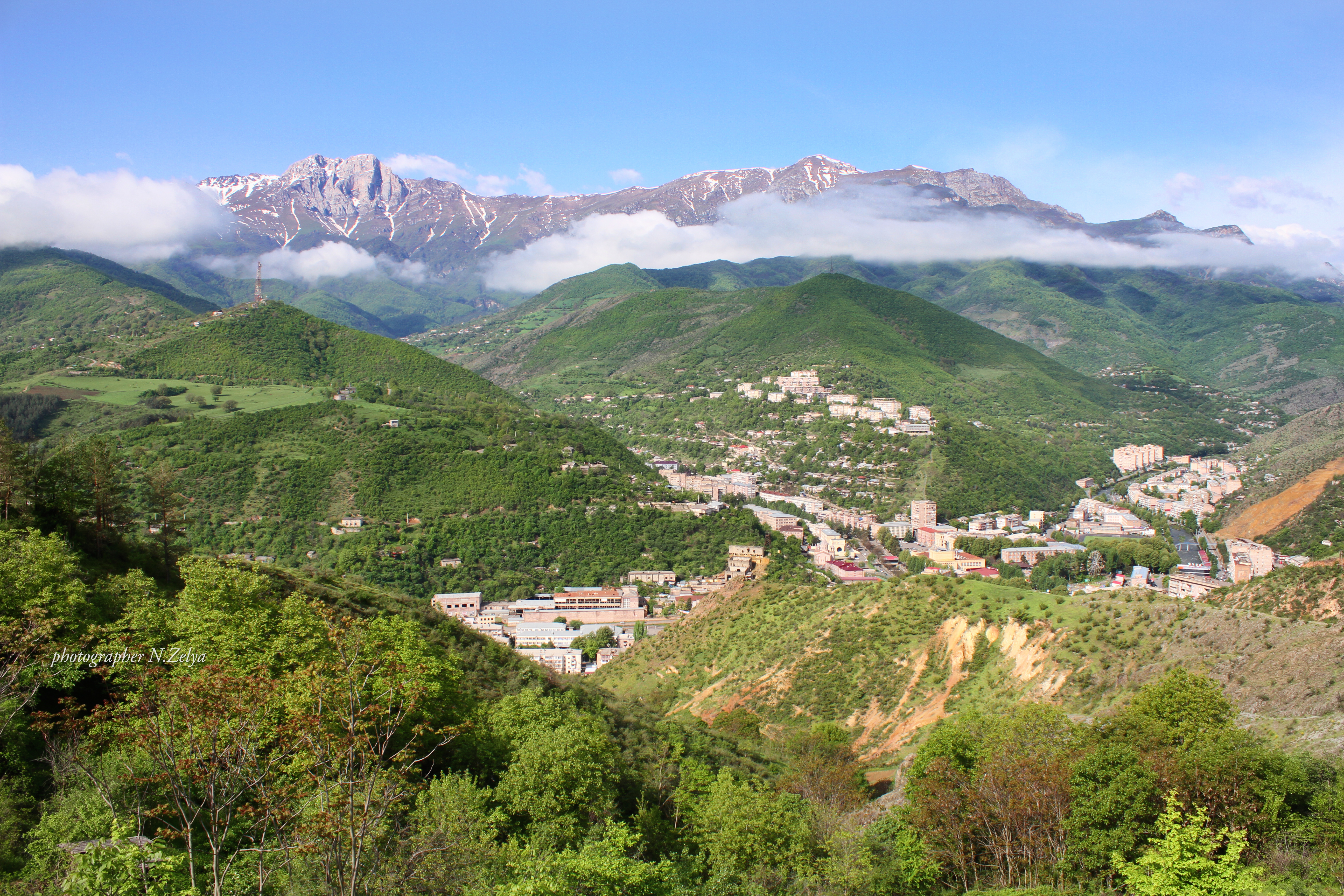
Общий вид города
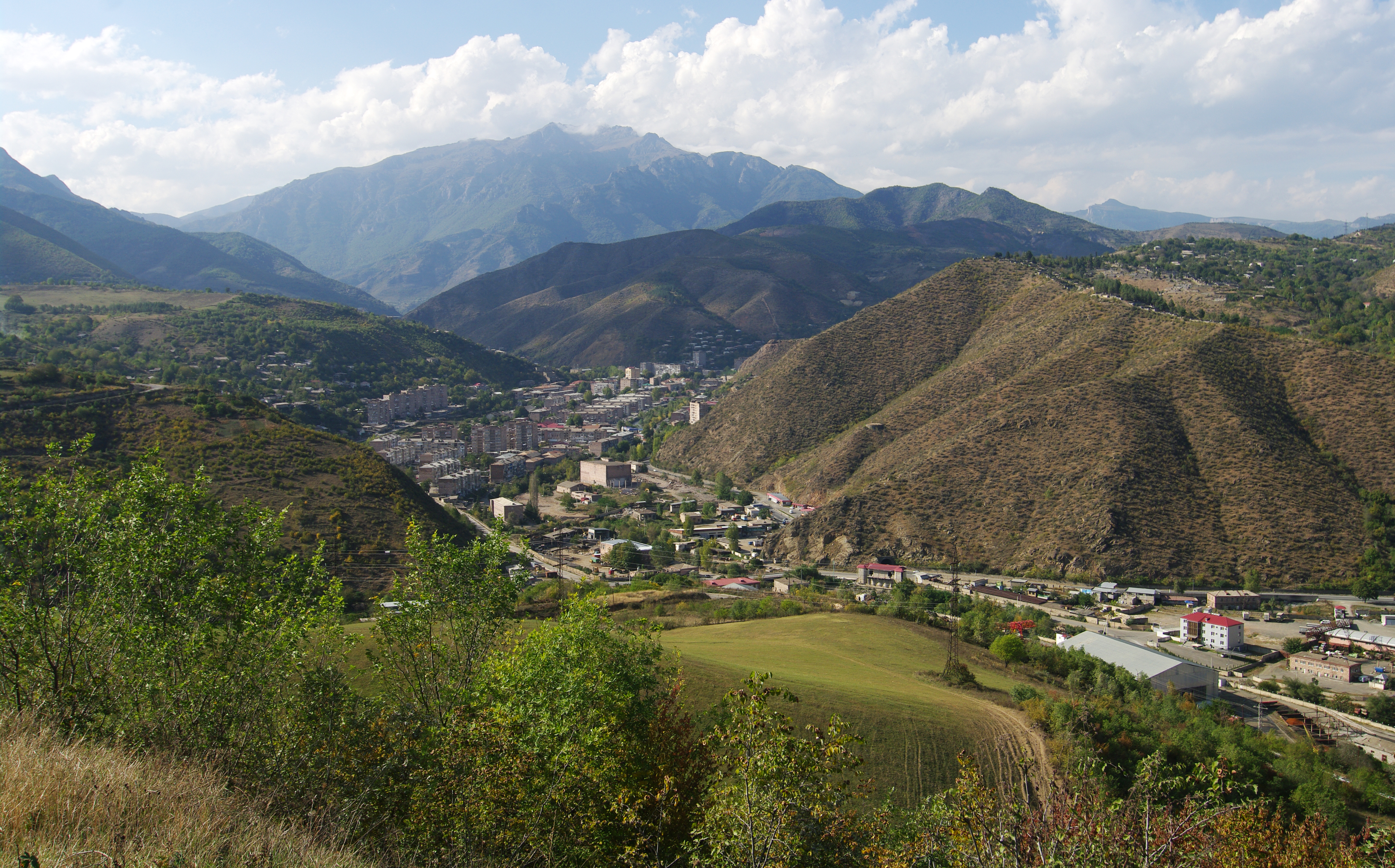
Вид на город
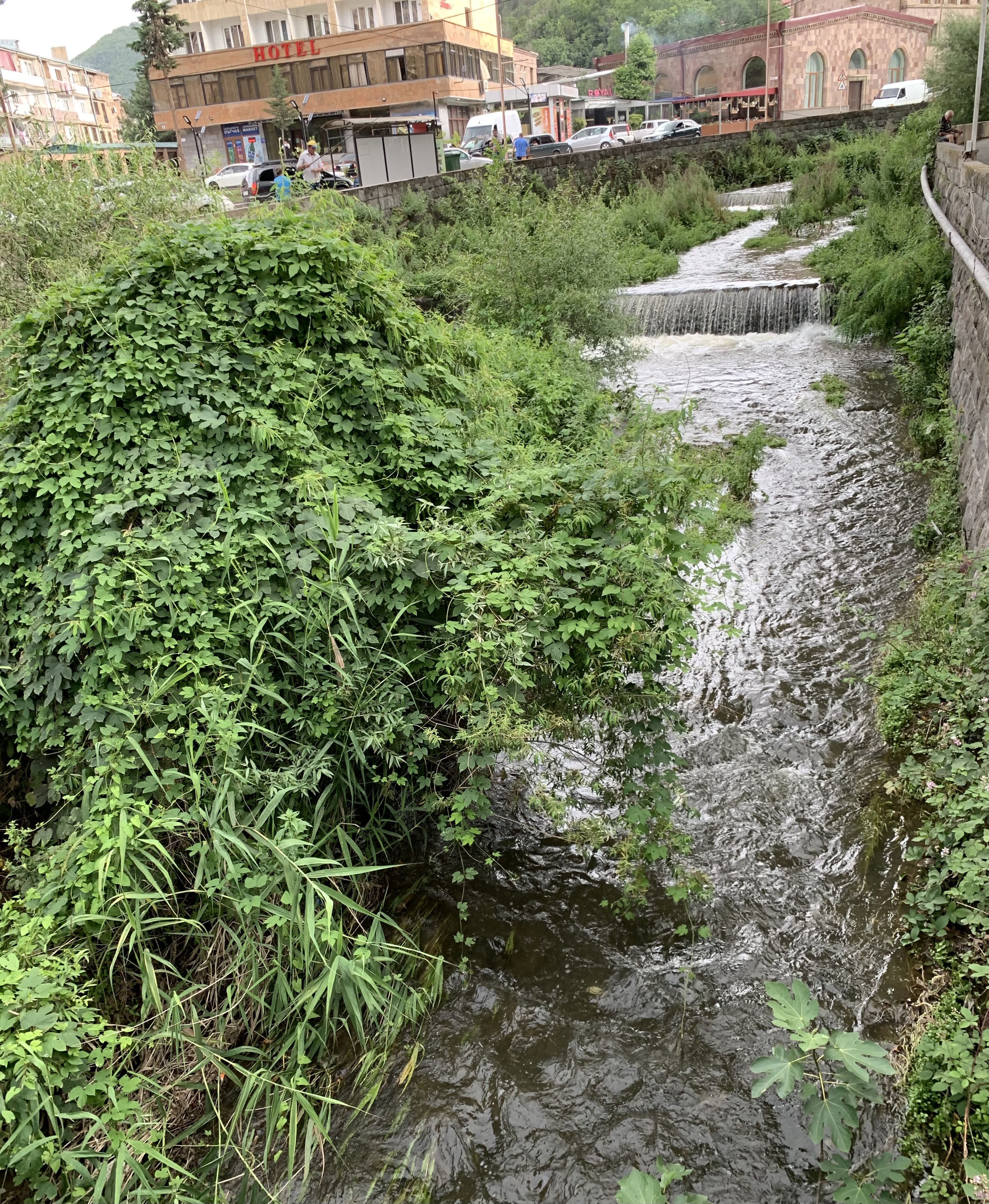
Река Вачаган
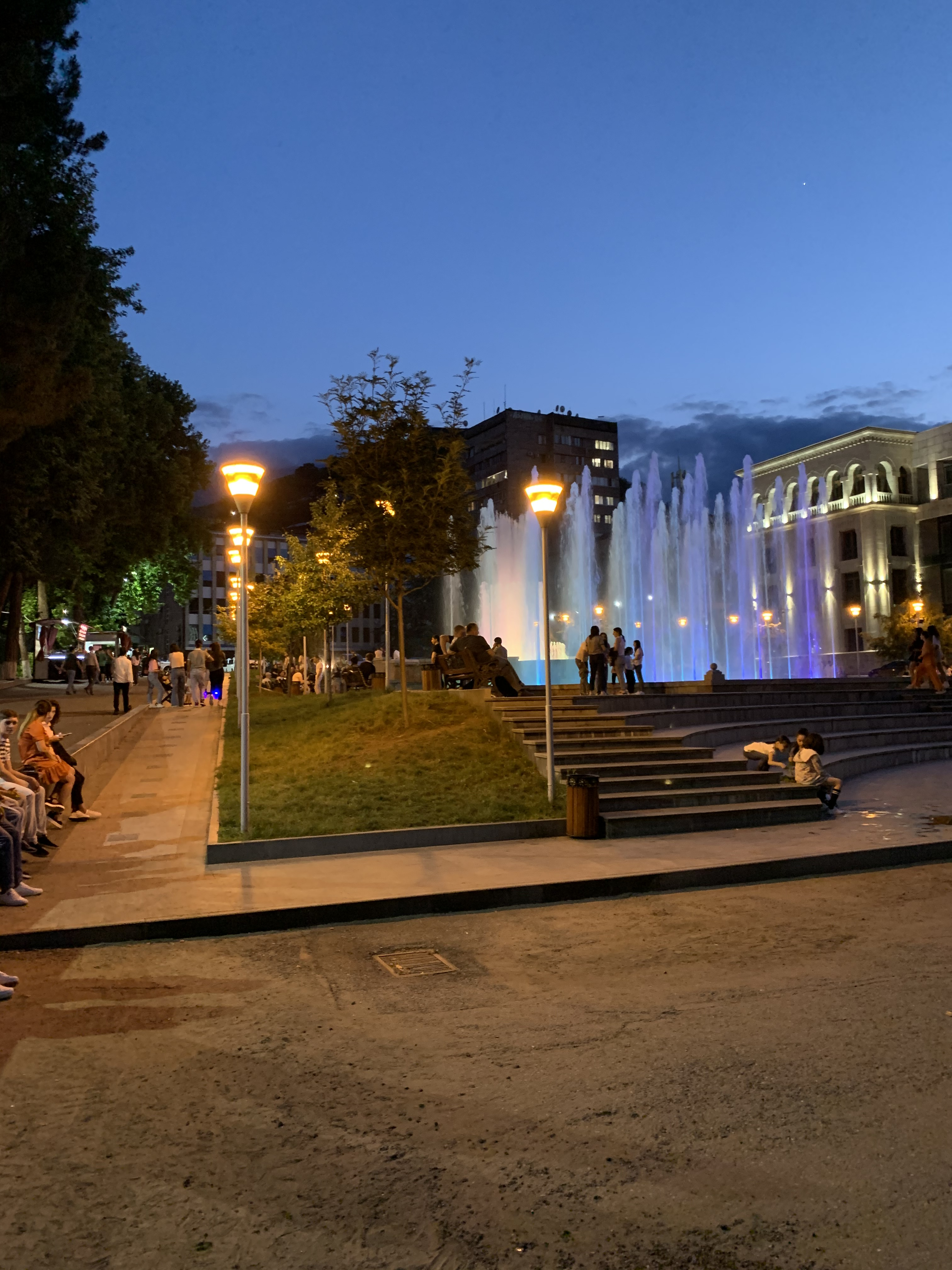
Вечерний Капан
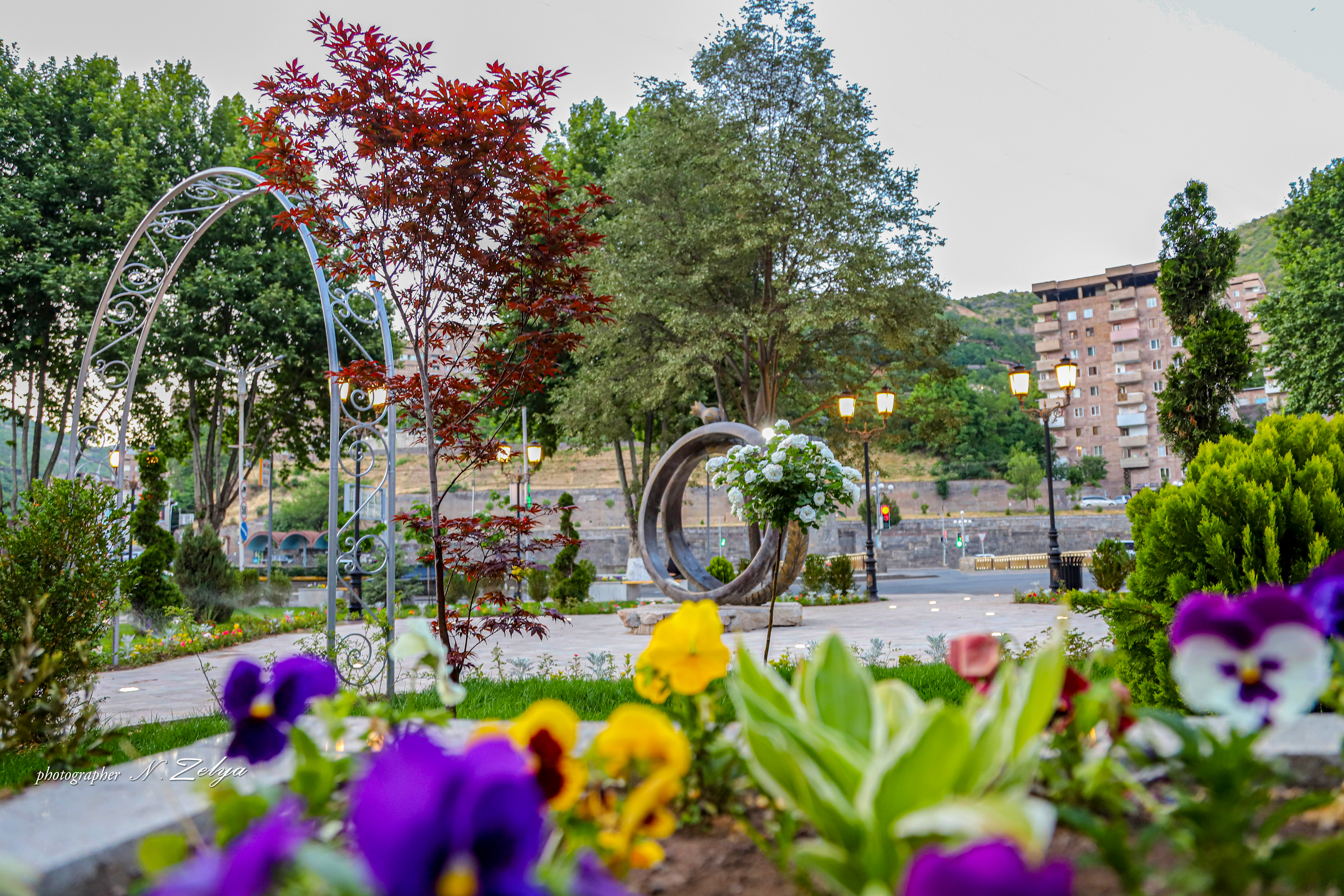
Сад новобрачных
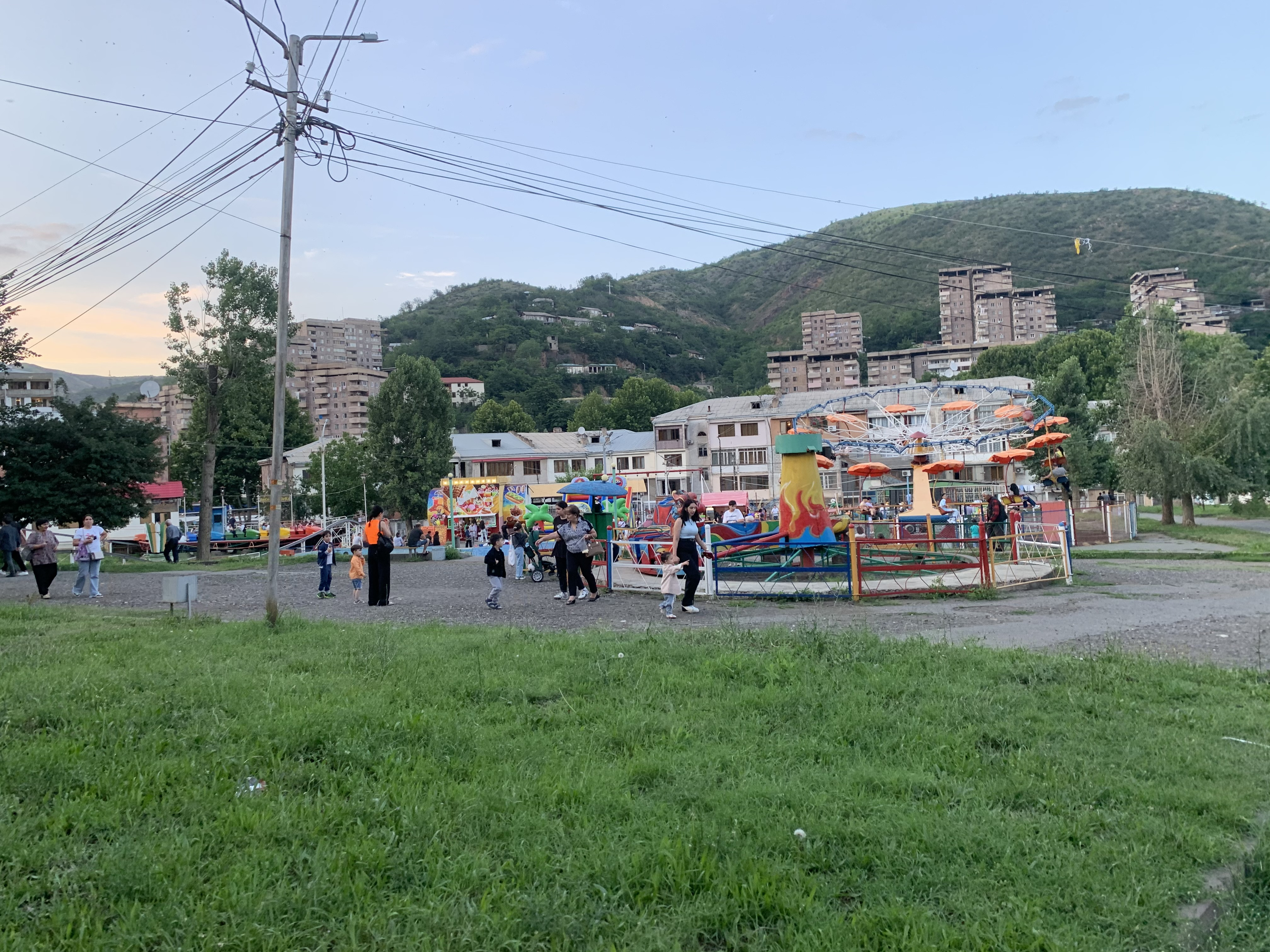
Детский парк
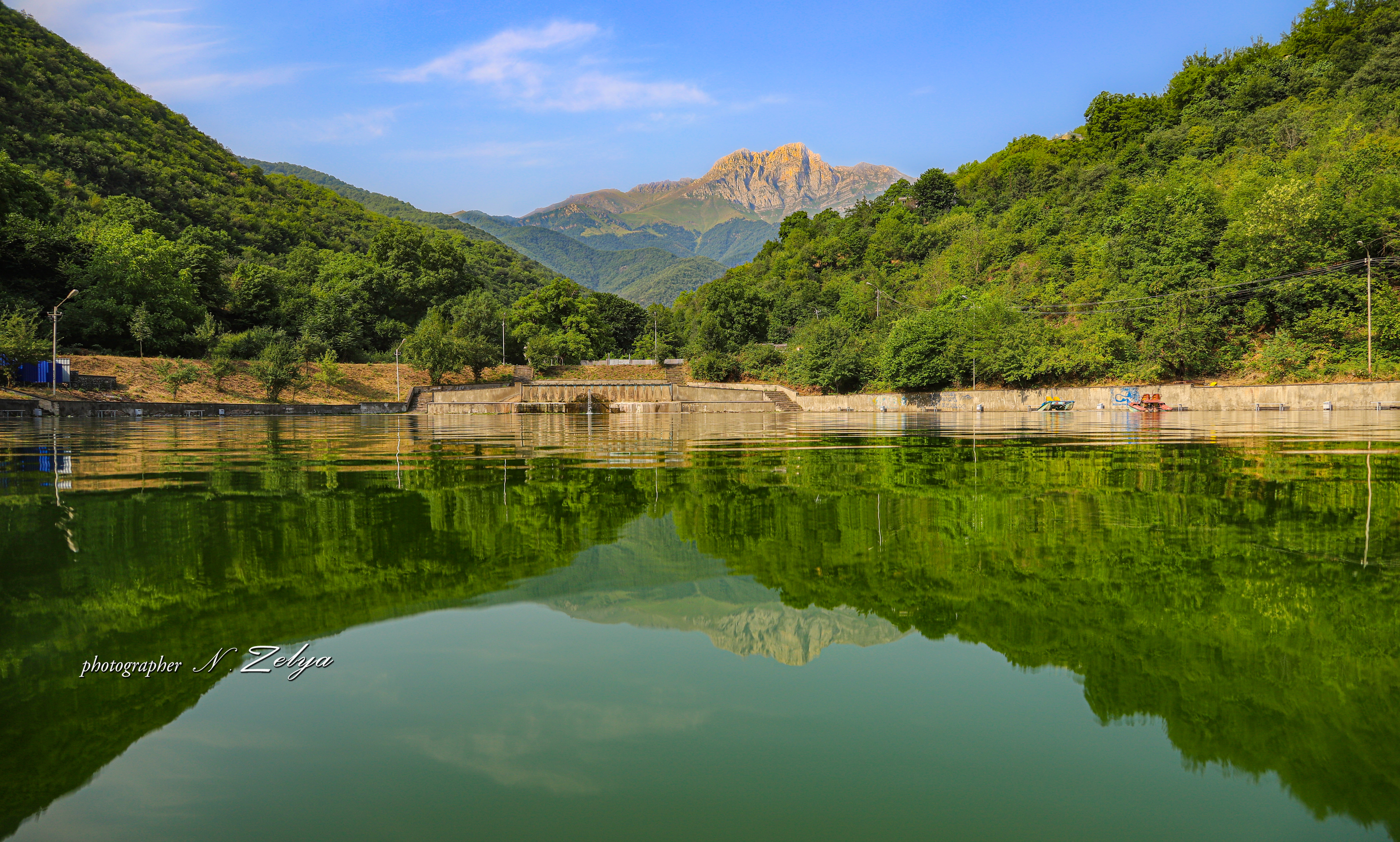
Вид на гору Хуступ